# らんま1/2 打倒、元祖無差別格闘流!
『らんま1/2 打倒、元祖無差別格闘流!』（らんまにぶんのいち だとう、がんそむさべつかくとうりゅう！）は、1992年10月2日に日本コンピュータシステム（メサイヤ）から発売されたPCエンジン CD-ROM²・SUPER CD-ROM²両対応の対戦型格闘ゲーム。

## ゲーム内容

### システム
前作『らんま1/2』（1990年）では横スクロールのアクションゲームであったが、今回は格闘ゲームのような一対一の対戦型アクションゲームに変更された。それにより操作方法も変更されている。
今回も全8話構成だが、アレンジの差異はあるが全て原作をベースにしたステージになっている。今回はステージにより制限はあるものの、乱馬は男、または女に何回でもいつでもチェンジできる。各ステージをクリアした時に男か女かでビジュアルシーンが変更される場合がある。ストーリーは前作から繋がっており、ビジュアルシーンでは、アナグリフ（赤青メガネ）の使用で一部が飛び出して見える仕様になっている。
なお8話をクリアすると博打王キングとババ抜き勝負するスペシャルパートが現れる。
今回も各ステージごとに各キャラクターの顔・胴・足の3パーツからなる「KAOPASS」が設定されており、ゲームオーバー時にパスワードとして表示される。これを入力することで前回の続きが出来る。
なお、各ステージをクリアすると博打王キングが現れることがあり、コンティニューのクレジットを賭けてババ抜きの勝負するかの選択が現れる。勝てばクレジットが増える。
また「熱湯MODE」を選べば、全キャラクターによる対戦ゲームも出来る。こちらでは乱馬（男）とらんま（女）が完全に別キャラクターとなっているため、途中で男女変更は出来ない。

### その他
スペシャルパートまでクリアすると、博打王Kが裏技を使用できるパスワードを教えてくれる。ステージセレクトやビジュアルシーンをいつでも見られるモード、中には猫飯店やお好み焼きうっちゃんのメニュー一覧やゲーム設定資料、アナグリフのテストモードなど多彩である。

## 設定

### ストーリー
かつて修行の旅に出ていた早乙女玄馬と天道早雲。傍若無人の師匠・八宝斎をある時、飛騨山中の山奥の洞窟に閉じ込め大岩により封印に成功した。が、ある日、落雷により大岩が破壊され八宝斎は開放、天道家へと舞い戻ってきた。

### ステージ構成
- PART1 「バトル ザ 銭湯」
  - 原作第7巻、乱馬と八宝斎が銭湯で一悶着するシーンがモチーフになっている。
- PART2 「黒バラの小太刀」
  - 原作第2巻～3巻、「乱馬」を賭けて、らんまと小太刀が格闘新体操で戦う話がモチーフ。
- PART3 「お好み焼きの右京」
  - 原作第9巻、右京が初登場し、乱馬と右京の果し合いの話がモチーフ。
- PART4 「さすらいの良牙」
  - 原作第9巻、ようやく帰ってきた良牙が乱馬と右京の許嫁の話を聞き、あかねの為に乱馬へ戦いを挑む話。
- PART5 「帰ってきた校長」
  - 原作第12巻、男子は丸坊主、女子はおかっぱの校則を回避するため校長と戦う話がモチーフ。アニメと違い原作通り校長の息子が久能であると、ここで判明する。
- PART6 「ムース来襲」
  - 原作第5巻、ムース初登場。ムースは乱馬と戦おうとするが、賭けの対象になる事をシャンプーに断られたため、あかねを賭けて戦う話がモチーフ。
- PART7 「恋の丸薬」
  - 原作第10巻、コロンの家に代々伝わる家宝の惚れ薬が八宝斎に奪われる話がモチーフ。
- PART8 「飛竜昇天破」
  - 原作第13巻、八宝斎により力が出せなくなった乱馬が飛竜昇天破をマスターする話がモチーフにはなっているが、ゲームではPART7で激怒した八宝斎に対抗するために身につけるので、特に力がだせなくなるようなエピソードはない。
- SPECLAL PART 「博打王K」
  - 原作第15巻、博打王キングから天童家の各部屋全てをババ抜きで取り戻す話がモチーフ。実際にババ抜きをやって全ての部屋を取り返すことになる。

## 登場人物
早乙女乱馬
- 声 - 山口勝平

早乙女らんま
- 声 - 林原めぐみ

天道あかね
- 声 - 日髙のり子

早乙女玄馬
- 声 - 緒方賢一

天道早雲
- 声 - 大林隆介

天道かすみ
- 声 - 井上喜久子

天道なびき
- 声 - 高山みなみ

シャンプー
- 声 - 佐久間レイ

響良牙
- 声 - 山寺宏一

ムース
- 声 - 関俊彦

九能帯刀
- 声 - 鈴置洋孝

九能小太刀
- 声 - 島津冴子

校長
- 声 - 仁内建之

久遠寺右京
- 声 - 鶴ひろみ

博打王K
- 声 - 青野武

コロン
- 声 - 麻生美代子

八宝斎
- 声 - 永井一郎

呪泉郷ガイド
- 声 - 山寺宏一

その他声優
- 安達忍
- 石桃子
- 中嶋聡彦
- 水原りん

## 音楽

### 主題歌
オープニングテーマ
「じゃじゃ馬にさせないで」
作詞 - 森雪之丞 / 作曲 - 村松邦男 / 編曲 - 本山淳弘

## スタッフ
- 原作：高橋留美子
- エグゼクティブ・プロデューサー：白倉安昌
- プロデューサー：土田俊郎
- アシスタント・プロデューサー：佐藤光
- ゲームパート
  - 監修：神宮孝行
  - プログラマー：高橋呉明 (KLON) 、小林一美 (KLON)
  - グラフィック・デザイナー：永田薫 (KLON)、菅原真由美 (KLON)
- ビジュアルパート
  - 脚本・絵コンテ・演出：南浩史
  - プログラマー：南浩史
  - 技術協力：樋口幸弘
  - 原画・動画：福嶋岳広（マイクロクリエイティブ）
  - グラフィックデザイナー：瀧沢久己、斉藤隆秀、怪老 (XP)、桜井正則 (WINDS)、南江時 (FSB)、大塚竹男（くまさんちーむ）、中村啓司（くまさんちーむ）、植松守（くまさんちーむ）、有馬佳代子（くまさんちーむ）、M.P. RUN
- 音楽：本山淳弘 (KLON)、高木みゆき (KLON)、前田華代子 (KLON)、岩崎琢 (KLON)
- 音響効果：本山淳弘 (KLON)、飯塚博 (KLON)、音楽探検隊
- 録音監督：斯波重治（オムニバスプロモーション）
- 録音協力：オムニバスプロモーション
- 録音スタジオ：ニュージャパンスタジオ
- 総監督：南浩史

## 評価
ゲーム誌『ファミコン通信』のクロスレビューでは4・5・5・4の合計18点（満40点）、レビュアーはある程度完成された『ストリートファイターII』があるため同タイプのゲームは辛くなり技の種類が少なく単調、いろんな戦闘ができるストーリーモードは楽しく最初のステージの銭湯はなかなかのもので1人プレイの方が楽しく対戦モードでは使える技が違い必殺技頼りのプレイになりがりで格闘ゲームの醍醐味がない、必殺技は簡単にほぼ確実に繰り出せるため駆け引きが薄くなっている気がする、キャラの個性でらんまらしさを出そうとしたとみられるが空回りで激闘モードは個性が強過ぎてキャラ選択の時点で勝利確定になってしまいそう、ストII以上ではないと多少見劣りしてしまうとした。『月刊PCエンジン』では75・75・80・70・75の平均75点（満100点）、『マル勝PCエンジン』では7・5・8・6の合計26点（満40点）、『PC Engine FAN』の読者投票による「ゲーム通信簿」での評価は以下の通りとなっており、21.86点（満30点）となっている 。また、この得点はPCエンジン全ソフトの中で176位（485本中、1993年時点）となっている。同雑誌1993年10月号特別付録の「PCエンジンオールカタログ'93」では、「前作よりも技が多彩になり、対戦型格闘ゲームになった」、「ギャグやHももちろんあり、ビジュアルシーンもいっそう充実している」と紹介されている。
| 項目 | キャラクタ | 音楽 | 操作性 | 熱中度 | お買得度 | オリジナリティ | 総合  |
| 得点 | 4.21       | 3.63 | 3.40   | 3.94   | 3.43     | 3.26           | 21.86 |